# Mas de Barceló
El Mas de Barceló és una masia del terme municipal de la Galera, a la comarca catalana del Montsià.
Està situada a 196,9 metres d'altitud, a l'extrem nord del terme municipal, al nord-oest de la població a la qual pertany. És a l'esquerra del barranc de la Martinenca i a ponent de la Caseta de Cristòfol. Es troba al nord-est de la Finca de Barceló, a ponent de la partida de los Pelosos i al nord-oest de la Caseta de Peret.